# Cameron Heyward
Cameron Phillips Heyward (6 de mayo de 1989) es un jugador profesional estadounidense de fútbol americano que juega en la posición de defensive tackle y actualmente milita en los Pittsburgh Steelers de la National Football League (NFL).

## Biografía
Heyward asistió a la preparatoria Peachtree Ridge High School en Suwanee, Georgia, donde practicó fútbol americano. Al finalizar la preparatoria, fue considerado como el 13.er mejor defensive tackle en la nación por Rivals.com.
Posteriormente, asistió a la Universidad Estatal de Ohio donde jugó con los Ohio State Buckeyes desde 2007 a 2010. En su primer año con el equipo, fue nombrado al primer equipo All-American luego de registrar 30 tacleadas, dos capturas (sacks) y dos pases desviados. En su última temporada, fue nombrado al primer equipo All-Big Ten, finalizando su carrera universitaria con un total de 163 tacleadas, 37 tacleadas para pérdida de yardas y 15.5 capturas.

## Carrera

### Pittsburgh Steelers
Heyward fue seleccionado por los Pittsburgh Steelers en la primera ronda (puesto 31) del draft de 2011. En su temporada como novato fue suplente de Brett Keisel y terminó con 11 tacleadas, una captura, un balón suelto forzado, un pase desviado y bloqueó un gol de campo en 16 juegos. Los Steelers terminaron segundos en la AFC Norte con un récord de 12–4 y recibieron un puesto en la postemporada.
En 2012, nuevemente formó parte de la rotación defensiva del equipo y registró 20 tacleadas y 1.5 capturas como suplente. Sin embargo, en 2013 ganó la titularidad como defensive end en detrimento de Ziggy Hood y registró 59 tacleadas, 5 capturas y siete pases desviados.
En 2014, los Steelers ejercieron la opción de quinto año del contrato de Heyward y permaneció como titular durante toda la temporada, donde registró 53 tacleadas y 7.5 capturas.
En 2015, firmó una extensión de contrato por seis años y $59.25 millones, con $15 millones garantizados. Nuevamente inició los 16 juegos de temporada regular y registró un total de 54 tacleadas, siete capturas y un balón suelto forzado.
En 2016, solo participó en siete juegos debido a una lesión en el músculo pectoral adquirida ante los Dallas Cowboys el 13 de noviembre. Registró 22 tacleadas y tres capturas antes de ser incluido en la lista de reservas lesionados.
En 2017, finalizó la temporada con 45 tacleadas, dos balones sueltos forzados y una marca personal de 12 capturas en 15 juegos, por lo que fue nombrado al primer equipo All-Pro y al Pro Bowl por primera vez en su carrera.
En 2018, fue convocado a su segundo Pro Bowl luego de registrar 51 tacleadas, ocho capturas y un balón suelto forzado; mientras que en 2019 fue nombrado por segunda vez al primer equipo All-Pro y a su tercer Pro Bowl consecutivo luego de registrar una marca personal de 83 tacleadas con nueve capturas y otro balón suelto forzado.
El 6 de septiembre de 2020, firmó una extensión de contrato por cuatro años y $65.6 millones. En la temporada regular de 2020, registró 54 tacleadas y cuatro capturas en 15 juegos, y fue convocado a su cuarto Pro Bowl consecutivo y al segundo equipo All-Pro.

## Estadísticas generales
|  | Seleccionado al Pro Bowl |

| Año   | Equipo | Juegos | Juegos | Tacleadas | Tacleadas | Tacleadas | Tacleadas | Intercepciones | Intercepciones | Intercepciones | Intercepciones | Intercepciones | Intercepciones | Balones sueltos | Balones sueltos | Balones sueltos | Balones sueltos |
| Año   | Equipo | GP     | GS     | Comb      | Total     | Ast       | Sck       | PDef           | Int            | Yds            | Avg            | Lng            | TDs            | FF              | FR              | Yds             | TDs             |
| ----- | ------ | ------ | ------ | --------- | --------- | --------- | --------- | -------------- | -------------- | -------------- | -------------- | -------------- | -------------- | --------------- | --------------- | --------------- | --------------- |
| 2011  | PIT    | 16     | 0      | 11        | 10        | 1         | 1.0       | 1              | --             | --             | --             | --             | --             | 1               | 0               | --              | --              |
| 2012  | PIT    | 16     | 0      | 20        | 13        | 7         | 1.5       | 0              | --             | --             | --             | --             | --             | 0               | 0               | --              | --              |
| 2013  | PIT    | 16     | 13     | 59        | 35        | 24        | 5.0       | 7              | --             | --             | --             | --             | --             | 0               | 1               | 8               | 0               |
| 2014  | PIT    | 16     | 16     | 53        | 33        | 20        | 7.5       | 4              | --             | --             | --             | --             | --             | 0               | 0               | --              | --              |
| 2015  | PIT    | 16     | 16     | 54        | 39        | 15        | 7.0       | 2              | --             | --             | --             | --             | --             | 1               | 0               | --              | --              |
| 2016  | PIT    | 7      | 7      | 21        | 17        | 4         | 3.0       | 4              | --             | --             | --             | --             | --             | 0               | 1               | 1               | 0               |
| 2017  | PIT    | 15     | 15     | 45        | 30        | 15        | 12.0      | 3              | --             | --             | --             | --             | --             | 2               | 1               | 0               | 0               |
| 2018  | PIT    | 16     | 16     | 51        | 29        | 22        | 8.0       | 3              | --             | --             | --             | --             | --             | 1               | 1               | 0               | 0               |
| 2019  | PIT    | 16     | 16     | 83        | 51        | 32        | 9.0       | 6              | --             | --             | --             | --             | --             | 1               | 1               | 0               | 0               |
| 2020  | PIT    | 15     | 15     | 54        | 30        | 24        | 4.0       | 3              | 1              | 0              | 0.0            | 0              | 0              | 0               | 0               | --              | --              |
| Total | Total  | 149    | 114    | 451       | 287       | 164       | 58.0      | 33             | 1              | 0              | 0.0            | 0              | 0              | 6               | 5               | 9               | 0               |

Fuente: Pro-Football-Reference.com